# Ронні Ботман
Ронні Ботман (швед. Ronnie Båthman; нар. 24 квітня 1959) — колишній шведський тенісист.
Найвищу одиночну позицію світового рейтингу — 139 місце досяг 24 березня 1986, парну — 38 місце — 2 листопада 1992 року.
Здобув 3 парні титули.
Найвищим досягненням на турнірах Великого шолома був півфінал в парному розряді.

## Фінали за кар'єру

### Парний розряд (3–4)
| Результат | Ранг | Рік  | Турнір               | Покриття | Партнер      | Суперники                        | Рахунок       |
| --------- | ---- | ---- | -------------------- | -------- | ------------ | -------------------------------- | ------------- |
| Перемога  | 1.   | 1990 | Swedish Open, Швеція | Ґрунт    | Рікард Берг  | Ян Гуннарссон Удо Ріглевскі      | 6–1, 6–4      |
| Поразка   | 1.   | 1990 | Тель-Авів, Ізраїль   | Тверде   | Рікард Берг  | Ндука Одізор Хрісто ван Ренсбург | 3–6, 4–6      |
| Поразка   | 2.   | 1991 | Сан-Франциско, США   | Килим    | Рікард Берг  | Веллі Месур Джейсон Столтенберг  | 6–4, 6–7, 4–6 |
| Перемога  | 2.   | 1991 | Swedish Open, Швеція | Ґрунт    | Рікард Берг  | Магнус Густафссон Андерс Яррід   | 6–4, 6–4      |
| Поразка   | 3.   | 1991 | Бірмінгем, Англія    | Килим    | Рікард Берг  | Якко Елтінг Пол Векеса           | 5–7, 5–7      |
| Поразка   | 4.   | 1992 | Кельн, Німеччина     | Ґрунт    | Лібор Пімек  | Орасіо де ла Пенья Ґуставо Луса  | 7–6, 0–6, 2–6 |
| Перемога  | 3.   | 1992 | Відень, Австрія      | Килим    | Андерс Яррід | Кент Кіннієр Удо Ріглевскі       | 6–3, 7–5      |